# Барон Кэдман
Барон Кэдман из Силвердейла в графстве Стаффордшир — наследственный титул в системе Пэрства Соединённого королевства. Он был создан 7 июня 1937 года для Джона Кэдмана (1877—1941), горного инженера, нефтяного технолога и государственного служащего. По состоянию на 2024 год носителем титула являлся его внук, Джон Энтони Кэдман, 3-й барон Кэдман (род. 1938), который стал преемником своего отца в 1966 году.

## Бароны Кэдман (1937)
- 1937—1941: Джон Кэдман, 1-й барон Кэдман (7 сентября 1877 — 31 мая 1941), старший сын Джеймса Коупа Кэдмана (1851—1914)[1];
- 1941—1966: Джон Бэзил Коуп Кэдман, 2-й барон Кэдман (23 марта 1909 — 5 апреля 1966), старший сын предыдущего[2];
- 1966 — настоящее время: Джон Энтони Кэдман, 3-й барон Кэдман (род. 3 июля 1938), старший сын предыдущего[3];
  - Наследник титула: достопочтенный Николас Кэдман (род. 18 ноября 1977), старший сын предыдущего[4].